# ریخته‌گری ترکیبی
ریخته‌گری ترکیبی یا کامپوکستینگ (به انگلیسی: compo-casting) روشی برای تولید کامپوزیت‌های زمینه فلزی است به‌صورتی که ذرات تقویت‌کننده و مذاب یا ریخته‌گری آنها در حالی صورت گیرد که آلیاژ در منطقه دمایی بین مذاب و جامد نگه داشته شده‌است. فرآوری نیمه‌جامد یک فرایند تهیه فلزات و آلیاژها است که در چند سال اخیر توسعه فراوانی داشته‌است. در این فرایند آلیاژ ابتدا تحت شرایط کنترل شده ذوب می‌شود و سپس در دامنه انجماد آلیاژ، به دوغاب حاصل تنش برشی اعمال می‌گردد. نتیجه این تنش برشی در ناحیه دوفازی تبدیل ساختار دندریتی به ساختار غیر دندریتی است. این فرایند در ادامهٔ گسترش فرایند رئوکستینگ که برای تهیه دوغاب‌های نیمه‌جامد تقویت‌نشده مورد استفاده قرار می‌گرفت، در سال ۱۹۷۵ ابداع گردید. ویسکوزیته پایین و قابل کنترل دوغاب‌های نیمه‌جامد خاصیتی منحصر به فرد بوده که آن را برای ساخت کامپوزیت‌های زمینه فلزی ذره‌ای مناسب می‌سازد. تولید کامپوزیت‌های زمینه فلزی با افزودن ذرات سرامیکی به دوغاب‌های نیمه‌جامد و ریخته‌گری دوغاب حاصله امکان‌پذیر بوده و مزایای قابل توجهی دربردارد. ذرات جامد تقویت‌کننده می‌توانند در حین کاهش دما یا پس از رسیدن به دمای نهایی در حال هم زدن اضافه شوند. مخلوط کامپوزیتی به دست آمده می‌تواند مستقیماً به شکل نهایی ریخته‌گری شود یا با عملیات کار گرم به شکل نهایی درآید. برای اولین بار محرابیان این روش ساخت کامپوزیت را پیشنهاد و عنوان کامپوکست را برای آن برگزید. این روش می‌تواند شامل محدوده وسیعی از آلیاژها باشد مشروط برآن‌که آلیاژ زمینه دارای دامنه انجماد نسبتاً وسیعی باشد.

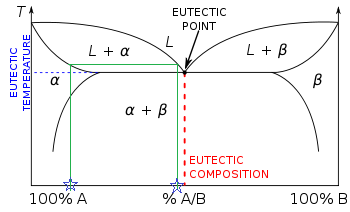
ناحیه مشخص شده با سبز محدوده فرایند کامپوکستینگ

با استفاده از روش کامپوکست می‌توان درصدهای وزنی بالاتری از ذرات را نسبت به روش گردابی برای ساخت کامپوزیت‌های زمینه فلزی در زمینه‌های فلزی مخلوط کرده و توزیع همگن‌تری از ذرات در زمینه ایجاد نمود. دلیل این امر آن است که جامد اولیهٔ موجود در دوغاب با ذرات فاز دوم که به دوغاب اضافه می‌شوند، اندرکنش مکانیکی داشته و از ته‌نشین شدن یا شناورشدن ذرات در سطح دوغاب جلوگیری به عمل می‌آورد. علاوه بر این فصل مشترک بین ذرات جامد اولیه و مذاب مکانی مناسب برای اتصال ذرات فاز دوم می‌باشد که موجب درگیری و خردشدن آگلومره‌ها می‌شود.

## انواع روش‌های کامپوکست
روش‌های تولید کامپوزیت به شیوهٔ نیمه‌جامد می‌تواند بر حسب دمای دوغاب در حین اضافه کردن ذرات تقویت‌کننده و ریخته‌گری به روش‌های SS (نیمه‌جامد در نیمه‌جامد)، SL (نیمه‌جامد در مایع) و LS (مایع در نیمه‌جامد) تقسیم‌بندی گردد. در روش SS اضافه کردن ذرات و ریخته‌گری هر دو در حالت نیمه‌جامد انجام می‌گیرد. در روش SL ذرات تقویت‌کننده در حالت نیمه‌جامد اضافه شده و سپس دمای دوغاب حاصله برای مدت کوتاهی تا دمای ذوب بالا برده شده و ریخته‌گری انجام می‌شود. همچنین در روش LS اضافه کردن و هم زدن ذرات تقویت‌کننده در حالت مایع شروع شده و تا حالت نیمه‌جامد جهت ریخته‌گری ادامه می‌یابد. این سه روش در مقابل روش LL یا همان روش گردابی مطرح است. در روش LL عملیات اضافه کردن و هم زدن ذرات تقویت‌کننده و ریخته‌گری در حالت مایع انجام می‌شود.
در روش‌های SS و LS برای آنکه دوغاب حاصله ویسکوزیته مناسب را جهت ریخته‌گری داشته باشد حداکثر درصد وزنی ذرات جامد (مجموع ذرات جامد اولیه و ذرات تقویت‌کننده) در دوغاب می‌تواند ۵۰٪ باشد.

## مزایا و معایب کامپوکستینگ

### مزایای روش نیمه‌جامد
زمانی که یک مذاب در دمای مابین لیکوییدوس و سالیدوس هم‌زده می‌شود، ذرات در مذاب شناور می‌شوند. هم‌زدن با سرعت بالا نرخ برش بالایی در مذاب ایجاد می‌کند، که تمایل به کاهش ویسکوزیته دارد و بالا بودن ویسکوزیته ناشی از حالت نیمه‌جامد مذاب را جبران می‌کند. چون این فرایند نسبت به سایر روش‌های ریخته‌گری در دمای کمتری انجام می‌شود از واکنش‌های شیمیایی جلوگیری می‌کند و حفرات انقباضی را کاهش می‌دهد. هم‌زدن در دمای نیمه‌جامد موجب شکسته شدن دندریت‌ها، ریز شدن دانه‌ها، افزایش مرزدانه‌ها و هم‌چنین بهبود خواص مکانیکی نسبت به نمونه حاصل از ریخته‌گری ثقلی می‌شود.
از مزایای روش کامپوکستینگ می‌توان به کاهش جدایش میکروسکوپی، شکسته شدن شاخه‌های دندریتی و تغییر آن به دانه‌بندی‌های مجزا یا سلول گسسته و پراکنده شدن ذرات تقویت‌کننده و فازهای ثانویه اشاره کرد. همچنین این روش برای تولید انبوه مناسب است.
از جمله مزایای روش SS نسبت به روش‌های LL و SL که تاکنون گزارش شده‌است عبارتند از:
1. دمای کاری و فوق‌گداز و همچنین گرمای نهان کمتر که موجب افزایش عمر قالب و کاهش حملات شیمیایی به مواد تقویت‌کننده توسط آلیاژ زمینه می‌گردد.
2. جریان یافتن مواد به صورت لایه‌ای و ویسکوز.
3. کاهش انقباض ناشی از انجماد.
4. کاهش تمایل ایجاد پارگی داغ.
5. جلوگیری و کاهش جدایش، ته‌نشینی مواد تقویت‌کننده و آگلومره شدن آنها.
6. افزایش نرخ تولید.

### معایب روش نیمه‌جامد
معایب عمده روش SS نیز در ایجاد تخلخل و کنترل فرایند بسیار دقیق به علت ویسکوزیته بالای دوغاب خلاصه می‌شود اما با وجود مزایای قابل توجه ذکر شده در این روش بسیاری از محققان به دلیل سادگی فرایند همچنان از روش SL استفاده می‌کنند.
مهمترین چالش‌هایی که در تولید کامپوزیت‌ها با روش‌های ذوبی مخصوصاً گردابی و نیمه‌جامد جهت وجود دارد عبارت اند از:
1. تخلخل.
2. ترشوندگی بین تقویت‌کننده و زمینه.
3. واکنش‌های ناخواستهٔ شیمیایی در فصل مشترک زمینه و تقویت‌کننده.
4. آگلومره شدن و عدم توزیع یکنواخت تقویت‌کننده در زمینه.

#### تخلخل
تخلخل یا ناپیوستگی اجزاء به عنوان یکی از بزرگترین مشکلات در تولید کامپوزیت‌های ریختگی با کیفیت بالا شناخته شده‌است. تخلخل علاوه بر تأثیر در سطح نهایی، می‌تواند در خواص مکانیکی از جمله سختی، استحکام، مقاومت به سایش و مقاومت به خوردگی قطعات نیز تأثیر گذار باشد. در کامپوزیت‌های زمینه آلومینیومی تولید شده به وسیلهٔ ریخته‌گری، تخلخل می‌تواند در اثر عوامل زیر ایجاد شود:
1. حبس هوا در طی هم زدن شدید.
2. حباب‌های هوای وارد شده به دوغاب (به‌طور مستقل یا احاطه شده در اطرف ذرات تقویت‌کننده).
3. بخار آب روی سطح ذرات تقویت‌کننده.
4. انقباض حین انجماد.

تخلخل در ریخته‌گری با همزدن ایجاد می‌شود

5. رسوب گذاری هیدروژن یا گازهای دیگر از مذاب.تخلخل در ریخته‌گری با همزدن ایجاد می‌شودشدت تأثیر موارد ذکر شده در یک کامپوزیت ریختگی تحت تأثیر عواملی چون روش ریخته‌گری، پارامترهای فرایند مانند زمان نگهداری مذاب، هندسه و موقعیت همزن، سرعت هم زدن و درصد حجمی ذرات تقویت‌کننده می‌باشد. اما به‌طور کلی مقدار تخلخل با افزایش اندازه، نسبت طول به ضخامت و کسر حجمی ذرات تقویت‌کننده افزایش می‌یابد. حبس هوا در طی اغتشاش ناشی از هم زدن و ریخته‌گری می‌تواند ایجاد شود.[۵]

همچنین اندرکنش بین آلیاژ مذاب و گازهای محیطی ناشی از عملیات هم‌زدن می‌تواند موجب انحلال گازها گردد. در صورتی که ویسکوزیته آلیاژ مذاب یا نیمه‌جامد به خاطر حضور ذرات با دمای ریخته‌گری پایین بیشتر شود، امکان خروج حباب‌های هوا کمتر شده و در نتیجه تخلخل بیشتر می‌شود. این مسئله با عملیات ریخته‌گری مناسب، سرعت بهینه هم زدن و کنترل کامل فرایند قابل حل می‌باشد. به‌طور کلی سرعت هم زدن باید به گونه ای باشد که ترشوندگی و توزیع مناسب ذرات تقویت‌کننده در زمینه حاصل گردد در حالیکه تخلخل از حد مطلوب بیشتر نباشد. یکی از مشکلات تخلخل‌های گازی جوانه زنی هتروژن (غیر یکنواخت) حباب‌ها بر سطح ذرات تقویت‌کننده در طی انجماد بوده که به شناور شدن ذرات کمک می‌کنند. مطالعات پژوهش‌گران نشانگر افزایش هر دو نوع تخلخل انقباضی و گازی با افزایش درصد وزنی ذرات تقویت‌کننده است. وقتی درصد وزنی ذرات در دوغاب افزایش می‌یابد، ویسکوزیته دوغاب افزایش یافته و بنابراین نرخ بیرون راندن گازهای محبوس شده از داخل دوغاب در حال انجماد کاهش می‌یابد. گاز موجود در سطح ذرات نیز عامل دیگری در ایجاد تخلخل می‌باشد. بدیهی است که هر چه درصد وزنی ذرات تقویت‌کننده افزایش پیدا کند، گاز وارد شده به دوغاب از این طریق افزایش می‌یابد. همچنین حضور ذراتی که دیرتر از مذاب اطراف خود سرد می‌شود، موجب می‌شود که نواحی دور از ذرات تقویت‌کننده جهت تغذیه از مذاب اطراف ذرات استفاده کنند، که منجر به مشاهدهٔ تخلخل‌های انقباضی در اطراف ذرات تقویتی می‌گردد. چندین روش برای کاهش تخلخل در کامپوزیت‌های زمینه فلزی تولید شده به روش ریخته‌گری پیشنهاد شده‌است که به شرح ذیل می‌باشد:
1. دمش گاز خنثی در مذاب.
2. استفاده از مزایای ریخته‌گری نیمه‌جامد جهت جلوگیری از اغتشاش مذاب و کاهش انقباض انجمادی.
3. استفاده از سیستم‌های ذوب در خلاء.
4. افزایش دمای قالب.
5. بهینه کردن شکل و اندازه همزن و زمان و سرعت هم‌زدن.
6. اعمال فشار بر دوغاب کامپوزیتی.
7. پرس، اکستروژن یا نورد قطعات بعد از ریخته‌گری.[۲]